# 1914 en Ontario
Chronologie de l'Ontario
- 1910
- 1911
- 1912
- 1913
- 1914
- 1915
- 1916
- 1917
- 1918

Cette page concerne des événements d'actualité qui se sont produits durant l'année 1914 dans la province canadienne de l'Ontario.

## Politique

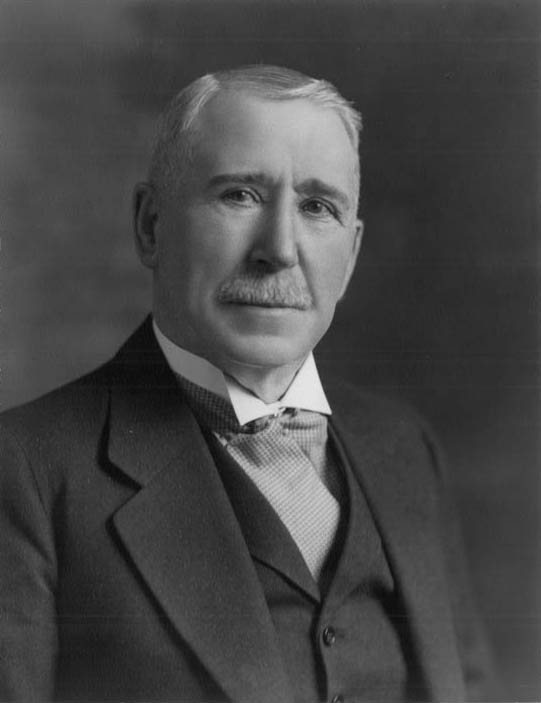
William Hearst, 7e Premier ministre de l'Ontario

- Premier ministre : James Whitney puis William Hearst (Parti conservateur)
- Chef de l'Opposition: Newton Wesley Rowell (Parti libéral)
- Lieutenant-gouverneur: John Morison Gibson (en) puis John Strathearn Hendrie (en)
- Législature: 13e (en) puis 14e (en)

## Événements
- Hockey sur glace : les Blueshirts de Toronto remportent la Coupe Stanley contre les Aristocrats de Victoria.
- Football canadien : les Argonauts de Toronto remportent la coupe Grey contre l'université de Toronto.

### Mars
- 14 mars : inauguration du Musée royal de l'Ontario.

### Juin
- 29 juin : les conservateurs de James Whitney remporte l'élection générale pour une quatrième majorité consécutive en augmente un seul siège, tandis les libéraux d'Newton Rowell continue toujours de former l'opposition officielle en augmentant trois sièges, le travailliste Allan Studholme (en) est réélu pour une quatrième mandat de sa circonscription de Hamilton-Est (en) et l'indépendant-interdiction Samuel Carter (en) est élu député de sa circonscription de Wellington-Sud.

### Septembre
- 25 septembre : le premier ministre de l'Ontario James Whitney meurt à l'âge de 70 ans, dans le centre-ville de Toronto.

### Octobre
- 2 octobre : William Hearst remplace James Whitney comme premier ministre de l'Ontario.

## Naissances
- 2 avril : Edwin Alonzo Boyd (en), criminel et chef du Boyd Gang (en) († 17 mai 2002).
- 27 mai : Hugh Le Caine, physicien, compositeur et facteur d'instruments († 3 juillet 1977).
- 9 juillet : John Macalister, agent secret canadien du Special Operations Executive († 14 septembre 1944).
- 10 juillet : Joe Shuster, créateur du personnage de bande dessinée Superman († 30 juillet 1992).

## Décès
- 7 mars : George William Ross, 5e premier ministre de l'Ontario (° 18 septembre 1841).
- 25 septembre : James Whitney, 6e premier ministre de l'Ontario alors qu'il était en fonction (° 2 octobre 1843).